# Paoli (Indiana)
Paoli es un pueblo ubicado en el condado de Orange en el estado estadounidense de Indiana. En el Censo de 2010 tenía una población de 3677 habitantes y una densidad poblacional de 377,88 personas por km².

## Geografía
Paoli se encuentra ubicado en las coordenadas 38°33′24″N 86°28′14″O / 38.55667, -86.47056. Según la Oficina del Censo de los Estados Unidos, Paoli tiene una superficie total de 9.73 km², de la cual 9.69 km² corresponden a tierra firme y (0.37%) 0.04 km² es agua.

## Demografía
Según el censo de 2010, había 3677 personas residiendo en Paoli. La densidad de población era de 377,88 hab./km². De los 3677 habitantes, Paoli estaba compuesto por el 97.66% blancos, el 0.3% eran afroamericanos, el 0.24% eran amerindios, el 0.33% eran asiáticos, el 0% eran isleños del Pacífico, el 0.46% eran de otras razas y el 1.01% pertenecían a dos o más razas. Del total de la población el 1.31% eran hispanos o latinos de cualquier raza.